# تنها در تاریکی (بازی ۲۰۰۸)
تنها در تاریکی (به انگلیسی: Alone in the Dark) یا تنها در تاریکی ۵، پنجمین قسمت از مجموعه بازی‌های ترس و بقا تنها در تاریکی که توسط اینفوگیمرز ساخته شده‌است. این بازی برای مایکروسافت ویندوز، ایکس‌باکس ۳۶۰ و وی در اروپا، آمریکای شمالی و استرالیا در ژوئن ۲۰۰۸ منتشر شد. نسخه کنسول پلی‌استیشن ۳ با عنوان تنها در تاریکی: اینفرنو در تاریخ ۱۸ نوامبر ۲۰۰۸ منتشر شد و شامل چندین پیشرفت از نسخه‌های دیگر بود. این بازی برای کنسول‌های پلی‌استیشن ۲ و وی هم منتشر شده اگرچه این دو کنسول یک طرح مشابه، تا حد زیادی متفاوت با نسخه پلی‌استیشن ۳، ایکس‌باکس ۳۶۰ و مایکروسافت ویندوز است. از قابلیت‌های جدید این نسخه می‌توان به رانندگی، بلندکردن اجسام، استفاده از اشیاء به عنوان اسلحه، و استفاده از تلفن همراه اشاره کرد.

## بازتاب‌ها
| ناشر                   | امتیاز        |
| ---------------------- | ------------- |
| وان‌آپ.کام              | B-            |
| سی‌وی‌جی                 | 7.3 out of ۱۰ |
| اج                     | 7 out of 10   |
| یوروگیمر               | 7 out of ۱۰   |
| گیم اینفورمر           | 6.5 out of 10 |
| گیم‌پرو                 | 2.5 out of ۵  |
| گیم‌اسپات               | 6.5 out of ۱۰ |
| گیم‌اسپای               | 4 out of ۱۰   |
| گیم‌تریلرز              | 7.3 out of 10 |
| آی‌جی‌ان                 | 3.5 out of ۱۰ |
| مجله رسمی نینتندو      | 64 out of ۱۰۰ |
| اواکس‌ام (ایالات متحده) | 8 out of ۱۰   |
| IGN UK                 | 7 out of ۱۰   |